# Nampeyo (cratère)
Cet article concerne un cratère d'impact. Pour la céramiste hopi, voir Nampeyo.
Nampeyo est un cratère d'impact présent sur la surface de Mercure. 
Le cratère fut ainsi nommé par l'Union astronomique internationale en 1976 en hommage à la céramiste hopi Nampeyo. 
Son diamètre est de 49 km. Il se situe dans le quadrangle de Discovery (quadrangle H-11) de Mercure.